# Rully, Saône-et-Loire
Rully este o comună în departamentul Saône-et-Loire, Franța. În 2009 avea o populație de 1.594 de locuitori.

## Evoluția populației
| An        | 1975  | 1982  | 1990  | 1999  | 2006  | 2009  |
| --------- | ----- | ----- | ----- | ----- | ----- | ----- |
| Populație | 1.538 | 1.566 | 1.635 | 1.463 | 1.571 | 1.594 |